# Himno de Concord

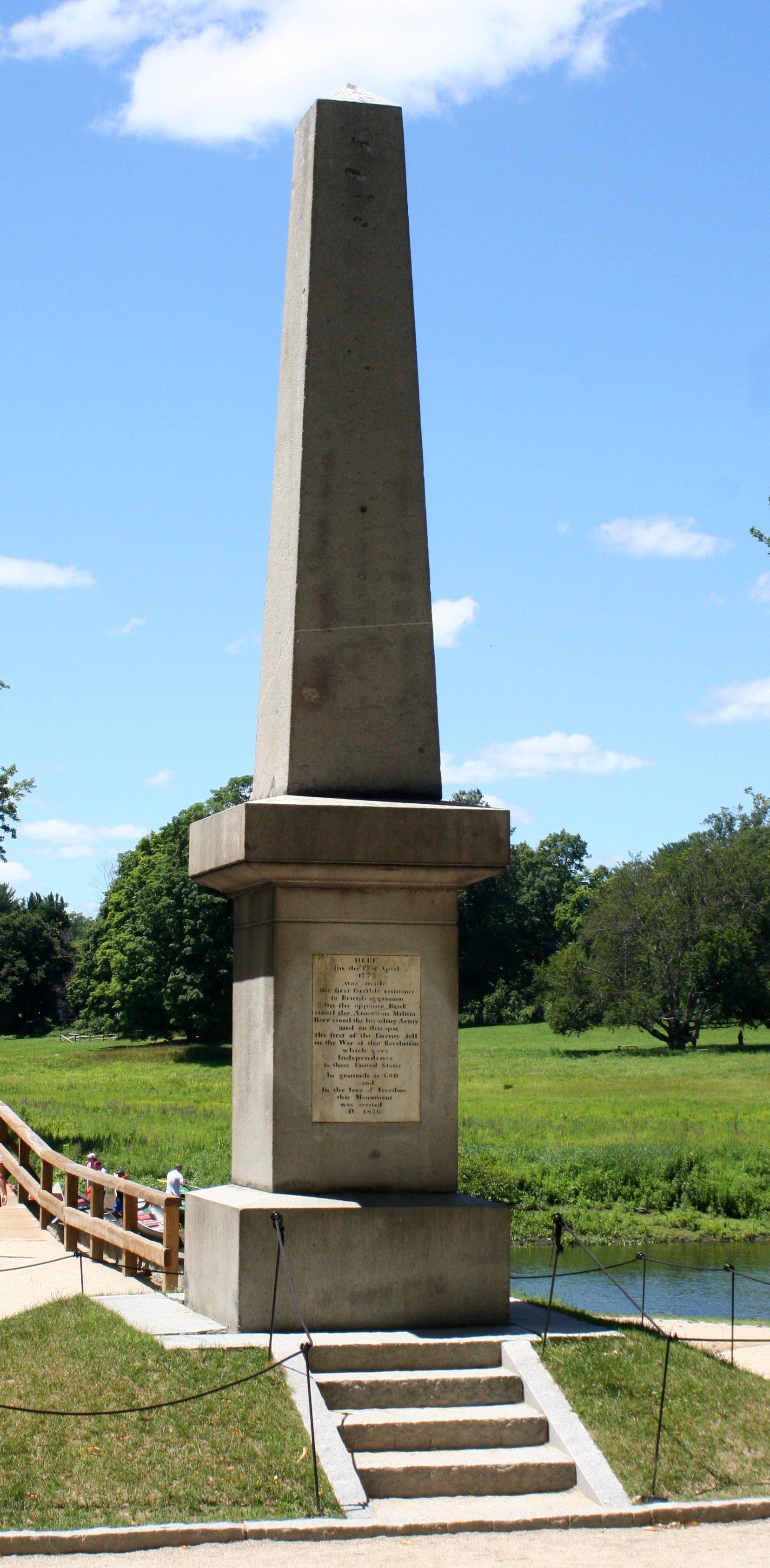
El «Himno de Concord» fue escrito por Emerson para la inauguración del monumento a la Batalla de Concord.

El «Himno de Concord» ("Concord Hymn", en inglés), cuyo título original fue «Himno: cantado en la terminación del Monumento Concord, 19 de abril, 1836» ("Hymn: Sung at the Completion of the Concord Monument, April 19, 1836", en inglés) es un poema de Ralph Waldo Emerson escrito en 1837 para la inauguración del Obelisco, un monumento en Concord, Massachusetts, que conmemora la Batalla de Concord, la segunda en la serie de batallas y escaramuzas que el 19 de abril de 1775 provocaron el estallido de la Revolución americana.

## Historia
En octubre de 1834, Emerson se trasladó a vivir con su abuelastro Ezra Ripley a Concord, en lo que más tarde se llamó The Old Manse—a menos de cien pasos del sitio donde la batalla tuvo lugar. En 1835  adquirió una casa en el Cambridge and Concord Turnpike y rápidamente se convirtió en uno de sus más destacados ciudadanos. Ese mismo año se le pidió que diese un discurso público para la conmemoración del segundo centenario de la ciudad.
El «Himno de Concord» fue escrito a petición del Comité del Monumento a la Batalla. Durante la celebración del Día de la Independencia del 4 de julio de 1837 se leyó por primera vez, siendo después cantado como himno por un coro local empleando una melodía muy popular por aquel entonces: "Old Hundredth".

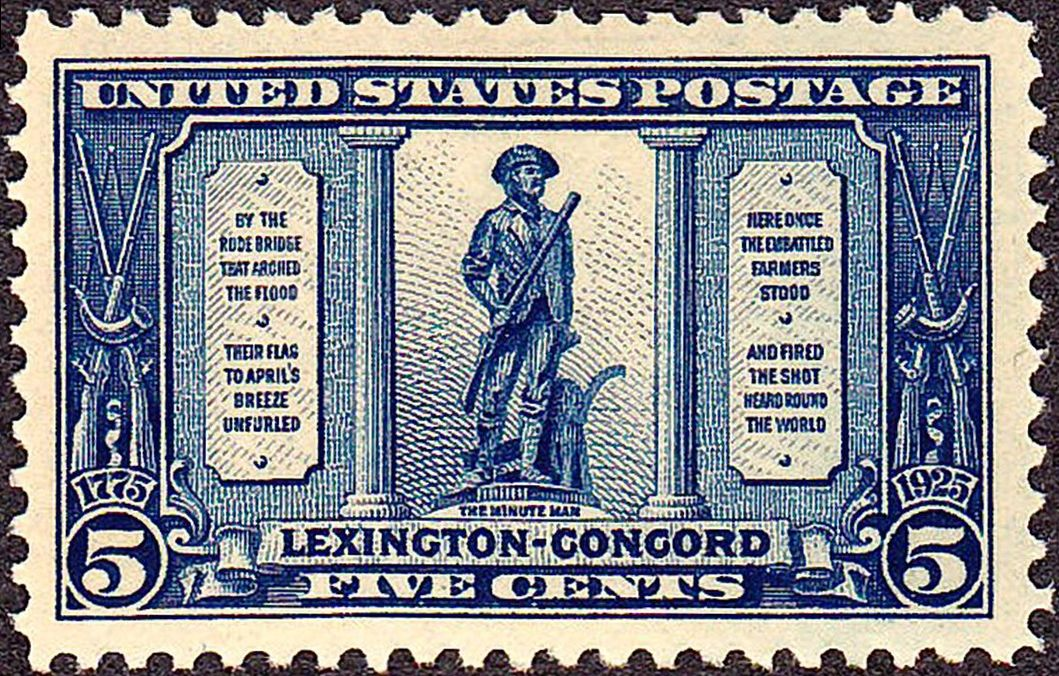
La primera estrofa del poema también fue impresa en un sello estadounidense de 5 céntimos de 1925.

El poema eleva la consideración de la batalla por encima de un simple acontecimiento, situando a Concord como el centro espiritual de la nación americana, y exaltando el espíritu general de revolución y libertad —un espíritu que Emerson deseó que sobreviviese a aquellos que lucharon en la batalla. Una de las fuentes de inspiración del himno pudieron ser los lazos personales de Emerson con el tema: su abuelo, William Emerson, Sr., fue testigo de la batalla de North Bridge mientras vivía en Old Manse.

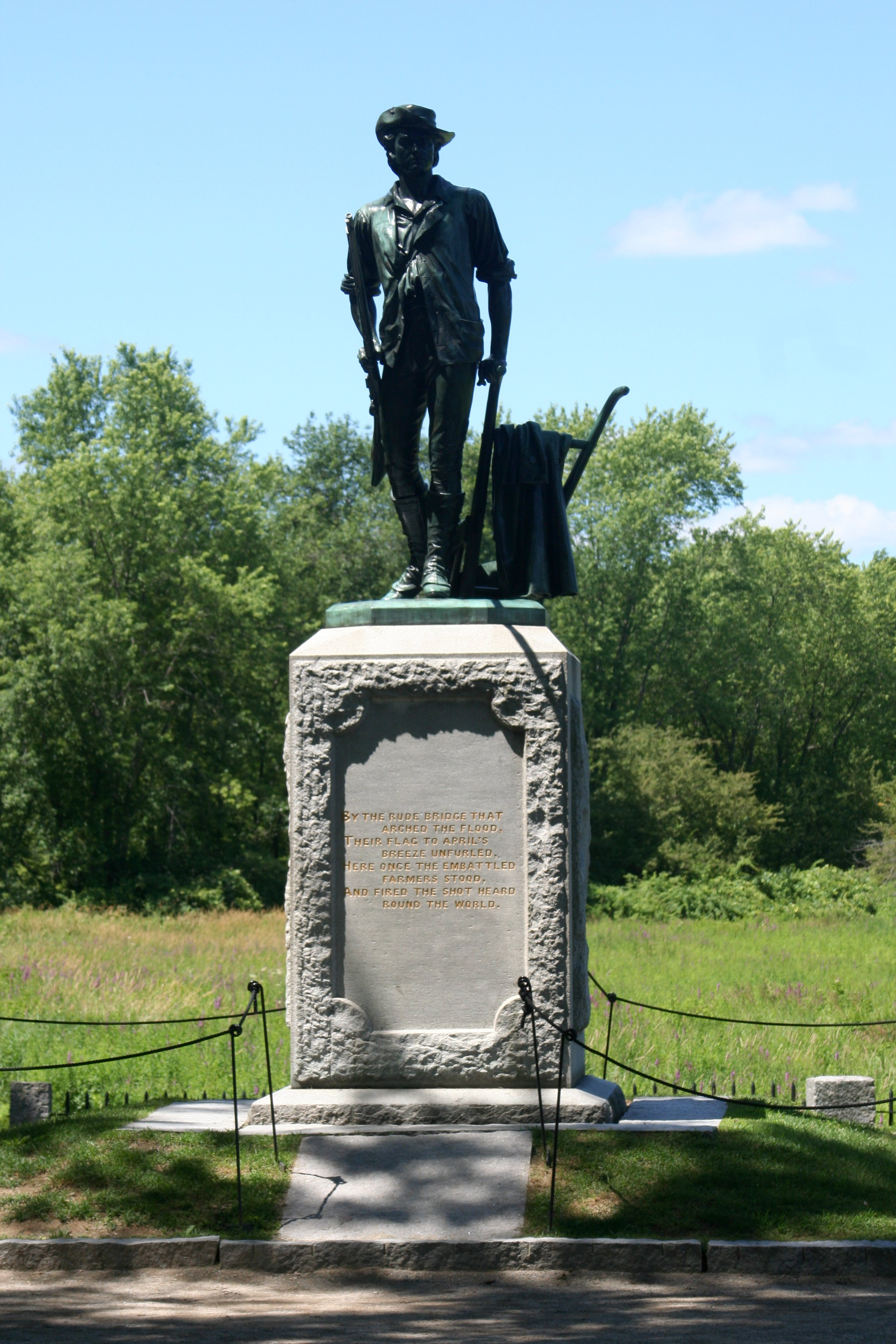
La primera estrofa del «Himno de Concord» está inscrita en la base de la estatua The Minute Man de Daniel Chester French.

El poema de Emerson fue ampliamente publicitado en los periódicos con motivo de la inauguración; por contraste,  hay no quedan registros del discurso de aquel día por parte del congresista Samuel Hoar. El poema, originalmente impreso en una tirada particular para distribuirlo durante la inauguración del monumento, fue de nuevo publicado como último poema en la primera edición de Poemas de Emerson, en diciembre de 1848 (el libro, pese a todo, está fechado en 1847). En aquella edición, el poema apareció con un título en tres líneas: "HYMN: / SUNG AT THE COMPLETION OF THE CONCORD MONUMENT, / April 19, 1836." Emerson aparentemente confundió una década más tarde la fecha de la inauguración de 1837, el 4 de julio, Día de Independencia, con el aniversario de la batalla, 19 de abril, Día de los Patriotas; la inscripción del obelisco sí menciona que fue erigido en 1836.
El verso de Emerson "el disparo se escuchó en el mundo entero" se ha convertido en un lugar común para la tradición popular de la Revolución americana, y la estrofa inicial del poema permanece inscrita bajo la estatua The Minute Man de Daniel Chester French, erigida (junto con una réplica en el Old North Bridge) durante la conmemoración de 1875 de la batalla original.
El «Himno de Concord» situó a Emerson entre los poetas; previamente era conocido como conferenciante y ensayista. El biógrafo de Emerson, Robert Richardson, señala que los versos de su himno han llegado a convertirse en las más famosas líneas del autor. La celebración de 1903 en Concord del centenario del nacimiento de Emerson se cerró con el canto del himno.

## Letra del himno
| Letra en inglés | Letra en español |
| By the rude bridge that arched the flood, Their flag to April’s breeze unfurled, Here once the embattled farmers stood, And fired the shot heard round the world. The foe long since in silence slept; Alike the conqueror silent sleeps; And Time the ruined bridge has swept Down the dark stream which seaward creeps. On this green bank, by this soft stream, We set today a votive stone; That memory may their deed redeem, When, like our sires, our sons are gone. Spirit, that made those heroes dare, To die, and leave their children free, Bid Time and Nature gently spare The shaft we raise to them and thee. | Por el rudimentario puente que arqueó la riada, su bandera a la brisa de abril desplegaron, aquí una vez se plantaron los granjeros asediados, y dispararon el tiro que se oyó en todo el mundo. El enemigo hace tiempo que durmió en silencio; como el sueño silencioso del conquistador; y el tiempo ha barrido el puente ruinoso por el oscuro arroyo que se arrastra hacia el mar. En esta orilla verde, junto a este suave arroyo, hoy colocamos una piedra votiva; ese recuerdo puede redimir su acción, cuando, como nuestros padres, nuestros hijos se hayan ido. Espíritu, que animaste a aquellos héroes, a morir y dejar a sus hijos libres, tiempo de ofrenda y naturaleza sobria, el obelisco erigimos a ellos y a ti. |